# Grant Tremblay

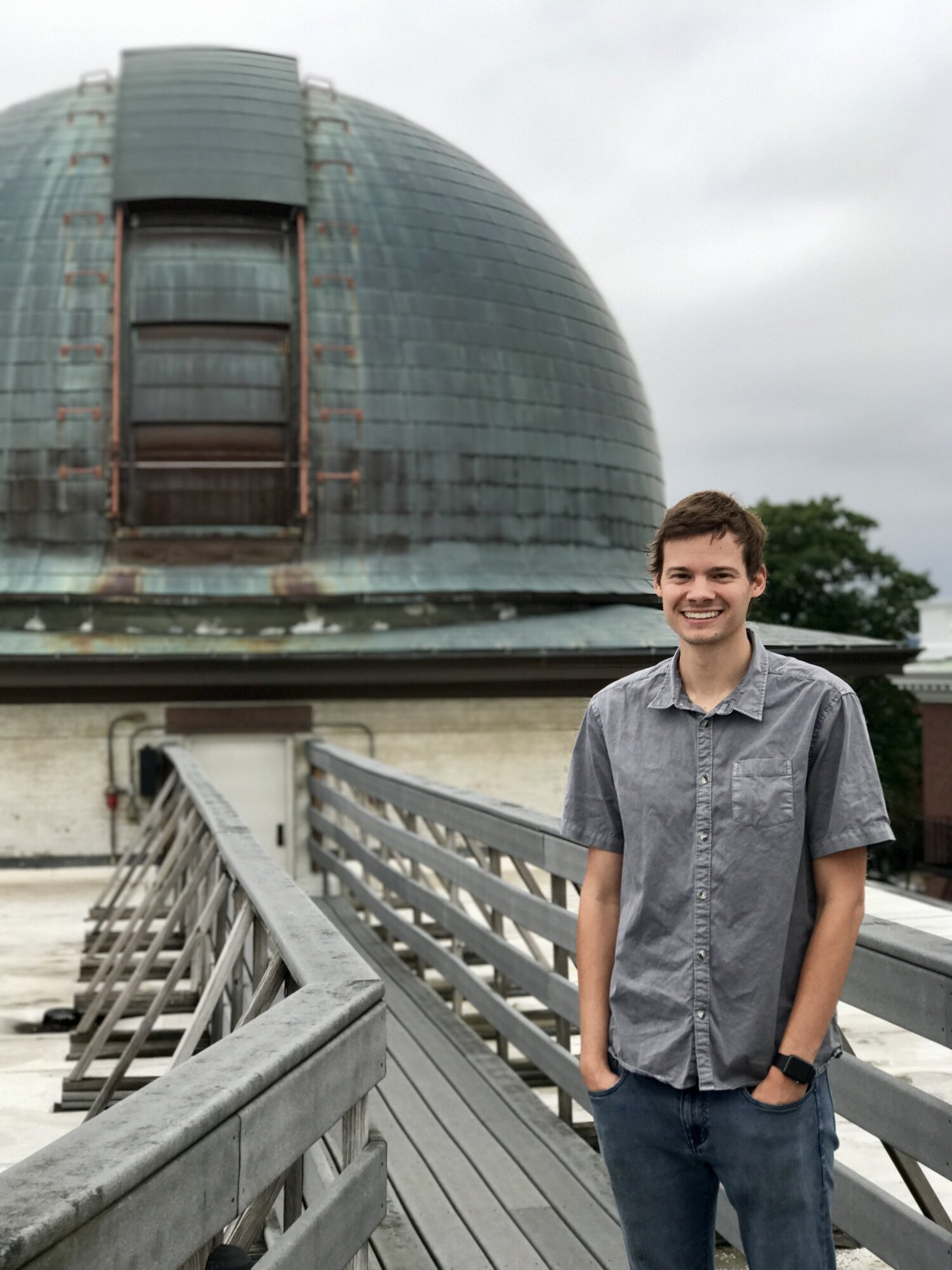
Grant Tremblay

Grant Tremblay (* 13. März 1984 in Brunswick, Maine) ist ein US-amerikanischer Astrophysiker, der sich durch Forschungen zu supermassiven Schwarzen Löchern, Wissenschaftskommunikation und öffentliches Eintreten für große Weltraumteleskope auszeichnet. Derzeit ist er Astrophysiker am Harvard-Smithsonian Center for Astrophysics und war zuvor an der Yale University, am European Southern Observatory (ESO) und Astronom am Very Large Telescope der ESO.

## Frühes Leben und Ausbildung
Tremblay machte 2002 seinen Abschluss an der Brunswick High School. Sein Interesse an Astronomie und Astrophysik wurde durch den Einschlag des Kometen Shoemaker-Levy 9 auf den Jupiter im Jahr 1994 und durch die Verwendung eines kleinen Teleskops in seinem Hinterhof geweckt. Er erwarb 2006 seinen Bachelor of Science in Physik und Astronomie an der University of Rochester und erhielt 2011 seinen Doctor of Philosophy (Ph.D.) in Astrophysik vom Rochester Institute of Technology, wo er auch seine Abschlussarbeit verfasste. Die Arbeit trug den Titel „Feedback Regulated Star Formation in Cool Core Clusters of Galaxies“.

## Karriere
Nach seiner Promotion war Tremblay am European Southern Observatory (ESO) in Garching und Astronom am Paranal-Observatorium der ESO in der Atacama-Wüste in Chile (von 2011 bis 2014). Damals war er an der Yale University und arbeitete mit Meg Urry zusammen.
Im Jahr 2016 veröffentlichten Tremblay und seine Mitarbeiter in der Zeitschrift Nature einen Artikel über Beobachtungen des Atacama Large Millimeter Array (ALMA) von kalten molekularen Gaswolken, die auf ein supermassereiches Schwarzes Loch in der hellsten Clustergalaxie Abell 2597, einem bekannten kühlen Kerngalaxienhaufen, hinweisen. Das Ergebnis fand breite Medienberichterstattung. Tremblay war auch an der Entdeckung eines möglicherweise außer Kontrolle geratenen Schwarzen Lochs sowie des ältesten jemals entdeckten Schwarzen Lochs beteiligt. Seit 2022 ist Tremblay Vizepräsident der American Astronomical Society, Mitglied des NASA Astrophysics Advisory Committee und Vorsitzender des Exekutivkomitees der Physics of the Cosmos Program Analysis Group (PhysPAG) der NASA. Er ist Autor von mehr als 100 von Experten begutachteten Veröffentlichungen zur Sternentstehung und supermassiven Schwarzen Löchern sowie von Büchern für die breite Öffentlichkeit.
Seit 2023 arbeitet Tremblay am Harvard-Smithsonian Center for Astrophysics, wo er das wissenschaftliche Unterstützungsbüro des Lynx-Röntgenobservatoriums leitet und den Flugbetrieb für das Chandra-Röntgenobservatorium unterstützt. Er ist außerdem Sonderbeamter der Regierung und berät die Astrophysik-Abteilung der NASA im Rahmen des NASA Astrophysics Advisory Committee.

## Medien
Tremblay trat als Hauptdarsteller in verschiedenen wissenschaftlichen Dokumentarserien auf, darunter „How the Universe Works“, und hielt zahlreiche Präsentationen an Universitäten, Schulen und Wissenschaftsfestivals.
In Deutschland ist er durch die Reihen „Das Universum – Eine Reise durch Raum und Zeit“ und „Strip the Cosmos“ bekannt.